# Johann Maria Farina XIX

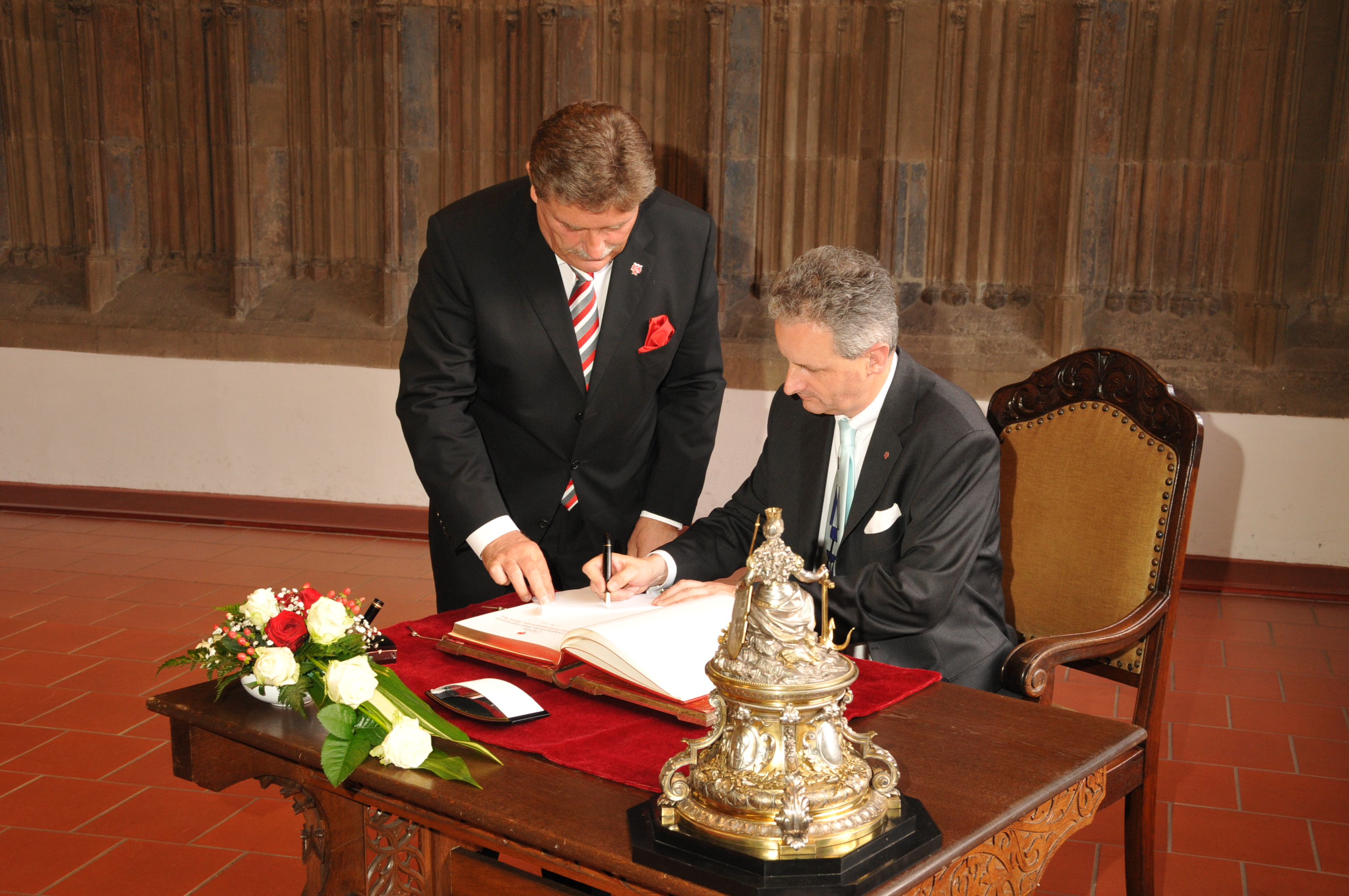
13. Juli 2009, Johann Maria Farina (rechts im Bild) trägt sich ins Goldene Buch der Stadt Köln ein. Oberbürgermeister Fritz Schramma (links im Bild)

Johann Maria Farina (* 28. März 1958 in Köln) ist ein deutscher Unternehmer, Parfümeur und Apotheker.

## Leben
Johann Maria Farina ist der älteste Sohn von Johann Maria Wolfgang Farina (1927–2005) und Tina Farina, geborene Hüber. Nach dem Militärdienst bei den Panzeraufklärern folgte eine Ausbildung zum Industriekaufmann, danach eine Ausbildung zum Parfümeur und anschließend ein Pharmaziestudium in Bonn.
Seit 1999 ist Farina der geschäftsführende Gesellschafter der heute ältesten Eau-de-Cologne- und Parfümerie-Fabrik Johann Maria Farina gegenüber dem Jülichs-Platz gegr. 1709 in Köln. Er ist ein direkter Nachfahre des Gründers und gehört der achten Unternehmensgeneration an.
Seit dem 17. Oktober 2005 ist Farina Wirtschaftsbotschafter der Stadt Köln.
Farina ist Reserveoffizier im Dienstgrad Oberstapotheker.